# Кільце (алгебра)
Кільце́ — в абстрактній алгебрі це алгебрична структура, в якій визначено дві бінарні операції з властивостями, подібними до додавання і множення цілих чисел. Властивості кілець вивчає теорія кілець.

## Означення та нотація
Кільце {\displaystyle \ R} — це множина з двома бінарними операціями, що зазвичай позначаються «{\displaystyle +}» та «{\displaystyle \cdot }» і називаються додаванням та множенням, яка задовольняє такій системі аксіом:
- {\displaystyle (R,+)} є комутативною групою. Її називають адитивною групою кільця і нейтральний елемент у ній позначають як {\displaystyle 0} (нуль);
- {\displaystyle a\cdot (b+c)=a\cdot b+a\cdot c,\quad (a+b)\cdot c=a\cdot c+b\cdot c} (дистрибутивність додавання відносно множення);
- {\displaystyle a\cdot (b\cdot c)=(a\cdot b)\cdot c} (асоціативність множення);
- в {\displaystyle (R,\cdot )} існує нейтральний елемент {\displaystyle 1} (одиниця), що задовольняє: {\displaystyle a\cdot 1=1\cdot a=a.}

Деякі автори не вимагають наявності одиниці, і натомість називають кільця з одиницею унітарними кільцями або кільцями з одиницею.
Розглядаються також кільця, в яких не задовольняється асоціативність множення, наприклад, кільця (або алгебри) Лі. У такому разі, кільця, в яких множення асоціативне, називають асоціативними кільцями.
Надалі в цій статті вважатимемо, що наявність мультиплікативної одиниці та асоціативність множення входять до означення кільця.
Кільця, що задовольняють вимогу комутативності множення {\displaystyle a\cdot b=b\cdot a,} називають комутативними кільцями. Не всі кільця є комутативними, наприклад, кільце матриць чи кватерніонів.
Символ {\displaystyle \cdot } зазвичай не пишуть, використовуючи стандартні правила порядку операцій, тому, наприклад, {\displaystyle a+bc} є скороченим записом {\displaystyle a+b\cdot c}.
Якщо для двох елементів кільця {\displaystyle a} та {\displaystyle b} виконується рівність {\displaystyle ab=ba=1,} то кажуть, що {\displaystyle b} є оберненим елементом до {\displaystyle a} відносно множення. В цьому випадку елемент {\displaystyle b} однозначно визначається елементом {\displaystyle a} і позначається {\displaystyle b=a^{-1}} (звичайно, маємо також, що {\displaystyle a=b^{-1}}).
Якщо в кільці немає дільників нуля, відмінних від самого нуля, тобто якщо з {\displaystyle ab=0} витікає, що або {\displaystyle a=0}, або {\displaystyle b=0}, то кажуть про кільце без дільників нуля. Якщо до того ж кільце є комутативним, то його називають цілісним.

## Приклади
- Цілі числа {\displaystyle \mathbb {Z} } із звичайними додаванням і множенням утворюють комутативне кільце.

- Якщо {\displaystyle n} — будь-яке натуральне число, то множина {\displaystyle \mathbb {Z} /n\mathbb {Z} } залишків ({\displaystyle \operatorname {mod} n}) утворює комутативне кільце залишків з {\displaystyle n} елементів. Якщо {\displaystyle n=p} — просте число, то {\displaystyle \mathbb {Z} /p\mathbb {Z} } є полем.

- Раціональні, дійсні та комплексні числа є полями, тобто комутативними кільцями, в яких для кожного ненульового елемента існує обернений елемент.

- Поліноми однієї змінної {\displaystyle x} із цілими коефіцієнтами утворюють комутативне кільце, що позначається {\displaystyle \mathbb {Z} [x].} Додавання та множення поліномів — почленні, тобто

Комутативне кільце утворюють поліноми однієї змінної з раціональними, дійсними або комплексними коефіцієнтами.
- Для будь-якого натурального {\displaystyle N}, множина всіх {\displaystyle N\times N} матриць із цілими елементами утворює кільце, яке позначається {\displaystyle M_{N}(\mathbb {Z} ).\ } Це кільце — некомутативне, якщо {\displaystyle N\geqslant 2.}

- Кватерніони — некомутативне кільце. На відміну від кільця матриць, будь-який ненульовий кватерніон має обернений.

- Групова алгебра {\displaystyle \mathbb {Z} [G]} довільної групи {\displaystyle G} — це надзвичайно важливе кільце, за допомогою якого вдається звести чимало питань стосовно груп та, напередусім, їх зображень, до відповідних питань про кільця. Кільце {\displaystyle \mathbb {Z} [G]} — комутативне тоді, і тільки тоді, коли {\displaystyle G} — комутативна група.

## Властивості кілець
- Якщо кільце містить більше одного елемента, то {\displaystyle 0\neq 1};
- {\displaystyle 0\cdot a=a\cdot 0=0};
- {\displaystyle (-1)\cdot a=-a};
- {\displaystyle (ab)^{-1}=b^{-1}a^{-1},} якщо {\displaystyle a} і {\displaystyle b} обидва мають обернені елементи. Отже, множина всіх оборотних елементів кільця є замкненою відносно множення, і тому утворює групу, що позначається {\displaystyle R^{\times }}.

Наприклад, {\displaystyle \mathbb {Z} ^{\times }=\{1,-1\}\simeq \mathbb {Z} /2\mathbb {Z} } — циклічна група порядку {\displaystyle 2.}

## Ідеали
Непорожня підмножина {\displaystyle I} кільця {\displaystyle R} називається правим ідеалом, якщо:
- з {\displaystyle a,b\in I} випливає {\displaystyle a-b\in I};
- з {\displaystyle a\in I} випливає {\displaystyle ar\in I} для будь-якого {\displaystyle r\in R}. Інакше кажучи, ідеал містить усі праві кратні {\displaystyle ar}.

Ліві ідеали визначаються подібно, з заміною правих кратних на ліві кратні {\displaystyle ra}. 
Нарешті, двосторонній ідеал — це така підмножина, що вона одночасно є лівим та правим ідеалом. 
Для комутативних кілець усі три поняття збігаються, тож говорять просто про ідеал.
Приклади ідеалів у комутативних кільцях:
- нульовий ідеал, що містить лише нуль;
- одиничний ідеал, що містить усі елементи кільця;
- ідеал {\displaystyle (a)}, породжений елементом {\displaystyle a}, що складається з усіх його кратних елементів {\displaystyle ra}, де {\displaystyle r\in R}.

{\displaystyle (a)} — найменший серед ідеалів, які містять елемент {\displaystyle a}. Його можна також визначити як перетин усіх ідеалів, що містять елемент {\displaystyle a}. Наприклад, ідеал {\displaystyle (2)} у кільці цілих чисел складається з усіх парних чисел. Так само можна побудувати ідеал {\displaystyle (a_{1},a_{2},\ldots ,a_{n})}, породжений кількома елементами {\displaystyle a_{1},a_{2},\ldots ,a_{n}}, як сукупність сум вигляду {\displaystyle \sum {r_{i}a_{i}}}, де {\displaystyle r_{i}\in R}, або як перетин усіх ідеалів кільця {\displaystyle R}, які містять елементи {\displaystyle a_{1},a_{2},\ldots ,a_{n}}. У цьому випадку кажуть, що елементи {\displaystyle a_{1},a_{2},\ldots ,a_{n}} складають базис цього ідеалу.
Головний ідеал — це ідеал, породжений одним елементом. Нульовий та одиничний ідеали завжди головні, бо вони породжені нульовим та одиничним елементами кільця, відповідно.
Поняття ідеалу узагальнює множину кратних деякого числа в кільці цілих чисел. Перетин двох ідеалів відповідає найменшому спільному кратному двох чисел, сума ідеалів (множина всіляких сум їхніх елементів) — найбільшому спільному дільникові.
Множина простих ідеалів кільця {\displaystyle A} називається спектром кільця й позначається {\displaystyle \mathrm {Spec} \,A.} Прості ідеали називаються точками спектру. Наприклад, {\displaystyle \mathrm {Spec} \,\mathbb {Z} } складається із простих ідеалів (2), (3), (5), (7), (11), … й нульового ідеалу. Або нехай {\displaystyle {\mathcal {O}}_{x}} — локальне кільце точки {\displaystyle x} на незвідній алгебричній кривій. {\displaystyle \mathrm {Spec} \,{\mathcal {O}}_{x}} складається з двох точок — максимального й нульового ідеалу.
Розгляньмо гомоморфізм кілець {\displaystyle \varphi :A\rightarrow B,} який переводить одиницю одного кільця в одиницю іншого. Для будь-якого простого ідеалу кільця {\displaystyle B} його прообраз це простий ідеал {\displaystyle A}. Зіставлення будь-якому простому ідеалу його прообразу визначає відображення {\displaystyle {}^{a}\varphi :\mathrm {Spec} \,B\rightarrow \mathrm {Spec} A,} яке називається асоційованим із гомоморфізмом {\displaystyle \varphi }. Наприклад, спектр кільця гауссових чисел {\displaystyle \mathbb {Z} [i],\,\,i^{2}-1,} представляється за допомогою імерсії {\displaystyle \varphi :\mathbb {Z} \rightarrow \mathbb {Z} [i],} яка визначає відображення {\displaystyle {}^{a}\varphi :\mathrm {Spec} \,\mathbb {Z} [i]\rightarrow \mathrm {Spec} \,\mathbb {Z} .}
Нехай {\displaystyle \omega } та {\displaystyle \omega '} це точки {\displaystyle \mathrm {Spec} \,\mathbb {Z} } та {\displaystyle \mathrm {Spec} \,\mathbb {Z} [i],} які відповідають нульовим ідеалам. Таким чином, {\displaystyle (\varphi )^{-1}\omega =\omega '.} Інші точки відповідають простим числам.
{\displaystyle (\varphi )^{-1}(p)} складається з простих ідеалів кільця {\displaystyle \mathbb {Z} [i],} які ділять {\displaystyle p.} Усі такі ідеали є головними ідеалами (їх 2), якщо {\displaystyle p=1(\mod 4),} та один, якщо {\displaystyle p=2\lor p=3(\mod 4).}

## Евклідові кільця та кільця головних ідеалів
Евклідове кільце — це цілісне кільце, в якому для кожного елемента {\displaystyle a\neq 0} визначено число {\displaystyle g(a)\geq 0} з такими властивостями:
- Для будь-яких елементів кільця {\displaystyle ab\neq 0}, {\displaystyle b\neq 0} справедливо {\displaystyle g(ab)\geq g(a)}.
- Якщо елемент {\displaystyle a\neq 0}, то будь-який елемент {\displaystyle b} можна подати у вигляді

{\displaystyle b=aq+r},
де або {\displaystyle r=0}, або {\displaystyle g(r)<g(a)}.
Другий пункт у визначенні евклідового кільця узагальнює ділення з остачею в кільцях цілих чисел та многочленів. Для цілих чисел {\displaystyle g(a)=|a|} (абсолютна величина), для многочленів {\displaystyle g(a)=\deg(a)} (степінь многочлена). Кільця названі на честь Евкліда, який запропонував алгоритм знаходження найбільшого спільного дільника двох цілих чисел, відомий як алгоритм Евкліда. Цей алгоритм з незначними змінами можна застосувати до будь-яких евклідових кілець, що дозволяє довести таку теорему:
Теорема. В евклідовому кільці кожен ідеал є головним.
Цілісне кільце, в якому кожен ідеал є головним, називається кільцем головних ідеалів. Таким чином, кожне евклідове кільце є кільцем головних ідеалів.

## Конструювання нових кілець з даних
- Якщо підмножина {\displaystyle S} кільця {\displaystyle (R,+,\cdot )} разом з операціями «{\displaystyle +}» та «{\displaystyle \cdot }», обмеженими {\displaystyle S}, сама є кільцем, і нейтральний елемент {\displaystyle 1\in R} міститься в {\displaystyle S}, тоді {\displaystyle S} називають підкільцем кільця {\displaystyle (R,+,\cdot )}.
- Центром кільця {\displaystyle R} називають множину елементів {\displaystyle R}, що комутують з кожним елементом з {\displaystyle R}; таким чином, {\displaystyle c} міститься в центрі кільця, якщо {\displaystyle cr=rc} для кожного {\displaystyle r\in R}. Центр є підкільцем кільця {\displaystyle R}. Кажемо, що підкільце {\displaystyle S} кільця {\displaystyle R} є центральним, якщо воно є підкільцем центра кільця {\displaystyle R}.
- Прямою сумою двох кілець {\displaystyle R} і {\displaystyle S} називаємо декартів добуток {\displaystyle R\times S} разом із операціями

{\displaystyle (r_{1},s_{1})+(r_{2},s_{2})=(r_{1}+r_{2},s_{1}+s_{2})} та
{\displaystyle (r_{1},s_{1})\cdot (r_{2},s_{2})=(r_{1}\cdot r_{2},s_{1}\cdot s_{2})}.
- Якщо дано кільце {\displaystyle R} та ідеал {\displaystyle I} кільця {\displaystyle R}, кільце відношень (або фактор-кільце) {\displaystyle R/I} є множиною суміжних класів {\displaystyle I} разом з операціями

{\displaystyle (a+I)+(b+I)=(a+b)+I} та
{\displaystyle (a+I)\cdot (b+I)=(a\cdot b)+I}.
- Оскільки будь-яке кільце є одночасно лівим та правим модулем над собою, можна сконструювати тензорний добуток {\displaystyle R} над кільцем {\displaystyle S} із іншим кільцем {\displaystyle T} і отримати інше кільце, якщо {\displaystyle S} є центральним підкільцем {\displaystyle R} та {\displaystyle T}.
- До будь-якого кільця {\displaystyle R}, можна приєднати змінну {\displaystyle x} і отримати {\displaystyle R[x]} — кільце многочленів над {\displaystyle R}. Послідовно приєднуючі змінні, можна отримати {\displaystyle R[x_{1},x_{2},\ldots ,x_{n}]} — кільце многочленів від {\displaystyle n} змінних над кільцем {\displaystyle R}.